# Кантимиров Ельдар Шукрійович
Ельдар Шукрійович Кантимиров (нар. 10 червня 1980, м. Беговат, Узбецька РСР) — кримськотатарський громадський активіст. Переслідується окупаційною владою Криму.

## Життєпис
Ельдар Шукрієвич Кантимиров народився 10 липня 1980 року в місті Беговат Узбецької РСР. У 1992 році його сім'я змогла повернутися до Криму.
У шкільні роки Ельдар був чемпіоном Криму, а також призером чемпіонату України (друге місце) з боксу. Після закінчення школи Ельдар вступив до Київського Ісламського університету. Завдяки успіхам у навчанні, в 2001 році отримав право на проходження практики в університеті Аль-Азхар, Єгипет. За освітою Ельдар Кантіміров — арабіст. До арешту він продовжував вивчати іслам. Мав невеликий бізнес у сфері торгівлі сувенірами.
З 2014 року Ельдар почав займатися громадською діяльністю — відвідував судові засідання і обшуки за політично вмотивованими справами, організовував дитячі свята.

## Кримінальне переслідування
У 2017 році Ельдар Кантимиров вийшов на одиночний пікет з плакатом «Кримські татари — не терористи», протестуючи проти утисків криських татар за національною і релігійною ознакою. Був затриманий і притягнутий до адміністративної відповідальності — штрафу в розмірі 10 000 рублів — за «порушення встановленого порядку пікетування» (ч. 5 ст. 20.2 Кодексу про адміністративні правопорушення РФ).
У листопаді 2017 року вдома у Ельдара Кантимирова пройшов перший обшук. До обшуку були залучені ОМОН і спецназ. У Кантимирова була вилучена вся електронна техніка, але жодних обвинувачень йому висунуто не було.
Однак Ельдар Кантимиров не припинив свою громадську діяльність. Він почав організовувати дитячі свята в Алуштинському і Сімферопольському регіонах. Останнє свято провів безпосередньо за день до свого затримання — 8 червня 2019 року, в селі Кутузівка міста Алушта. Кантимирову надходили погрози з боку прокуратури та адміністрації міста Алушта, в зв'язку з тим, що свято не узгоджений з муфтіятом Криму.
10 червня 2019 року в Криму пройшло 8 обшуків в Алуштинському і Білогірському районах Криму, в результаті яких були арештовані 8 кримських татар, серед яких був Ельдар Кантимиров. Всіх їх підозрюють у членстві в забороненій в Росії політичної організації Хізб ут-Тахрір (ст. 205.5 КК РФ «Організація діяльності терористичної організації і участь в діяльності такої організації»). Йому загрожує покарання у вигляді позбавлення волі строком до 20 років.
За інформацією громадського об'єднання КРИМСОС, вже після взяття під варту, під час стаціонарного обстеження Кантимирова в психіатричній лікарні, у нього виявили першу стадію хвороби Паркінсона. Його адвокат, Айдер Азаматов, стверджує, що Ельдар потребує регулярного нагляду для запобігання розвитку хвороби. Адвокат також повідомив, що в умовах СІЗО у Кантимирова загострилася хвороба нирок.
Айдер Азаматов стверджує, що кримінальне переслідування Кантемирова політично мотивоване:
|  | Ельдар активно відвідував суди, допомагав сім'ям політв'язнів. Наскільки я знаю, виходив з одиночним пікетом проти переслідування кримських татар і був оштрафований. Можна сказати, він став неугодним. Сьогоднішні реалії Криму такі, що з цих людей роблять псевдотерористи. |

## Сім'я
Дружина; четверо неповнолітніх дітей. Двоє синів — Сайфуллах (2010 року народження) Ясін (2009 року народження), і дві доньки — Джаміля (2014 року народження) і Сакіна (2018 року народження).